# Чорноморський завод автоагрегатів

Чорноморський завод автомобільних агрегатів — підприємство, структурний підрозділ ПАТ «ЗАЗ». Повна назва — відокремлений госпрозрахунковий підрозділ «Чорноморський завод автомобільних агрегатів» публічного акціонерного товариства «Запорізький автомобілебудівний завод».
Підприємство засноване 1976 року. Наприкінці 1980-х років — у складі виробничого об'єднання «АвтоЗАЗ».
На ІЗАА виконували крупновузлову збірку автомобілів Daewoo Lanos (Деу Ланос), Daewoo Nubira (Деу Нубіра) та Daewoo Leganza (Деу Леганза), які на той час мали значний попит і відповідали усім сучасним стандартам. На початку XXI століття завод отримав можливість перейти на якісно новий рівень виробництва. Було налагоджено повномасштабне виробництво автомобілів ВАЗ та Opel[джерело?].
У 2004 році на підприємстві були підготовлені потужності та розпочато випуск комерційних автомобілів ТАТА.